# Was Gott tut, das ist wohlgetan (BWV 99)
Pour les articles homonymes, voir Was Gott tut, das ist wohlgetan.
Was Gott tut, das ist wohlgetan (Ce que Dieu fait est bien fait), (BWV 99) est une cantate religieuse de Johann Sebastian Bach composée à Leipzig en 1724.

## Histoire et livret
Bach écrivit cette cantate lors de sa deuxième année à Leipzig dans le cadre de son deuxième cycle annuel de cantates chorales à l'occasion du quinzième dimanche après la Trinité qui tombait cette année le 17 septembre, jour où il la dirigea. Pour cette destination liturgique, deux autres cantates ont franchi le seuil de la postérité : les BWV 51 et 138. Les lectures prescrites pour ce dimanche étaient Gal. (5, 25 –6:10), l'admonition de l'apôtre Paul à « marcher dans la lumière », et Luc., (6, 23 –34), du Sermon sur la montagne l'injonction de ne pas se soucier des biens matériels mais de rechercher le royaume de Dieu avant tout. La cantate est basée sur le choral Was Gott tut, das ist wohlgetan (1674) de Samuel Rodigast, qui est globalement lié à l’Évangile. Bach utilisa ce choral dans plusieurs autres cantates, notamment Was Gott tut, das ist wohlgetan, BWV 100 et BWV 98. Les six strophes commencent avec la même ligne. L'auteur inconnu a gardé le texte des première et dernière strophes et a paraphrasé les quatre strophes intermédiaires en autant de mouvements, conservant même quelques rimes dans le deuxième mouvement. Il introduit deux fois des références à la Croix dans le cinquième mouvement, soulignant les souffrances de Jésus et de ses fidèles.

## Structure et instrumentation
La cantate est écrite pour cor naturel, flûte traversière baroque, hautbois d'amour, deux violons, alto, basse continue, quatre solistes vocaux (soprano, alto, ténor, basse) et chœur à quatre voix.
Il y a six mouvements :
1. chœur : Was Gott tut, das ist wohlgetan
2. récitatif (basse) : Sein Wort der Wahrheit stehet fest
3. aria (ténor) : Erschüttre dich nur nicht, verzagte Seele
4. récitatif (alto) : Nun, der von Ewigkeit geschloß'ne Bund.
5. aria (soprano, alto) : Wenn des Kreuzes Bitterkeiten
6. choral : Was Gott tut, das ist wohlgetan

## Musique
Le chœur d'ouverture est distinctement un mouvement de concerto. Les cordes attaquent avec un thème dérivé de la mélodie du choral. Après 16 mesures, un concertino pour flûte, hautbois d'amour et premier violon commence, le hautbois jouant le thème introduit par les cordes et la flûte jouant un contrepoint virtuose. Trois mesures plus loin, entrent les voix avec le cantus firmus à la soprano, doublé par le cor. Dans l'interlude suivant, tous les instruments participent enfin au concerto. Pour le chant suivant, Bach combine différemment les instruments puisque les cordes et les bois jouent « tutti », la flûte paraissant jouer en solo en alternance avec le hautbois. De la sorte, le postlude instrumental n'est pas une répétition de  l’introduction mais une combinaison plus complexe. Selon Julian Mincham, « ce mouvement sonnerait toujours parfaitement si les parties vocales étaient entièrement absentes ».
Le premier récitatif secco se termine par une longue coloratura sur le dernier mot « wenden ». La première aria est accompagnée par la flûte, une autre pièce destinée à un flûtiste de qualité après Was frag ich nach der Welt, (BWV 94) et Nimm von uns, Herr, du treuer Gott, (BWV 101), composées seulement quelques semaines auparavant. Le texte parle de « erschüttern der Seele» (ébranlement de l'âme), le tremblement et le tourment sont illustrés par des figurations virtuoses bien qu'il soit demandé à l'âme de ne pas trembler. Le deuxième récitatif est semblable au premier, mettant en valeur le dernier mot, « erscheinet ». Dans la dernière aria, qui est un duo de l'alto et de la soprano, les cordes sont toujours silencieuses, seules la flûte et le hautbois accompagnent les voix féminines. Les deux instruments commencent une ritournelle qui forme un trio avec le continuo. Après une première section vocale, une seconde section présente de nouveaux éléments thématiques mais se rapporte à la première section par une répétition de ses motifs instrumentaux et une complète reprise de la ritournelle en forme de conclusion. Le choral final est disposé pour quatre voix.

## Source
- (de) Cet article est partiellement ou en totalité issu de l’article de Wikipédia en allemand intitulé « Was Gott tut, das ist wohlgetan, BWV 99 » (voir la liste des auteurs).